# Fantastic (traghetto)
Il Fantastic è un traghetto appartenente alla compagnia di navigazione italiana GNV.

## Caratteristiche
Il traghetto, costruito come un'evoluzione del progetto che ha dato vita alle già presenti nella flotta GNV Majestic e Splendid, è lungo circa 188 metri ed è in grado di trasportare un massimo di 2033 passeggeri e di 760 auto, o, in alternativa, 1.884 metri lineari di carico merci. Dispone inoltre di 380 cabine, un ristorante à la carte, un bar, un negozio un cinema, una piscina con lido bar, un idromassaggio ed una sala giochi.

## Servizio
Varato il 2 dicembre 1995 nei Nuovi Cantieri Apuania di Marina di Carrara con il nome di Fantastic e consegnato il 25 maggio 1996 alla GNV, salpa il 14 giugno per la sua crociera inaugurale tra Genova, Malaga, Lisbona e Maiorca.
Il 28 giugno 1996 prende servizio nei collegamenti tra Genova e Porto Torres sotto le insegne della Grimaldi Lines.
Il 22 settembre 1998 viene trasferito nei collegamenti tra Genova e Barcellona.

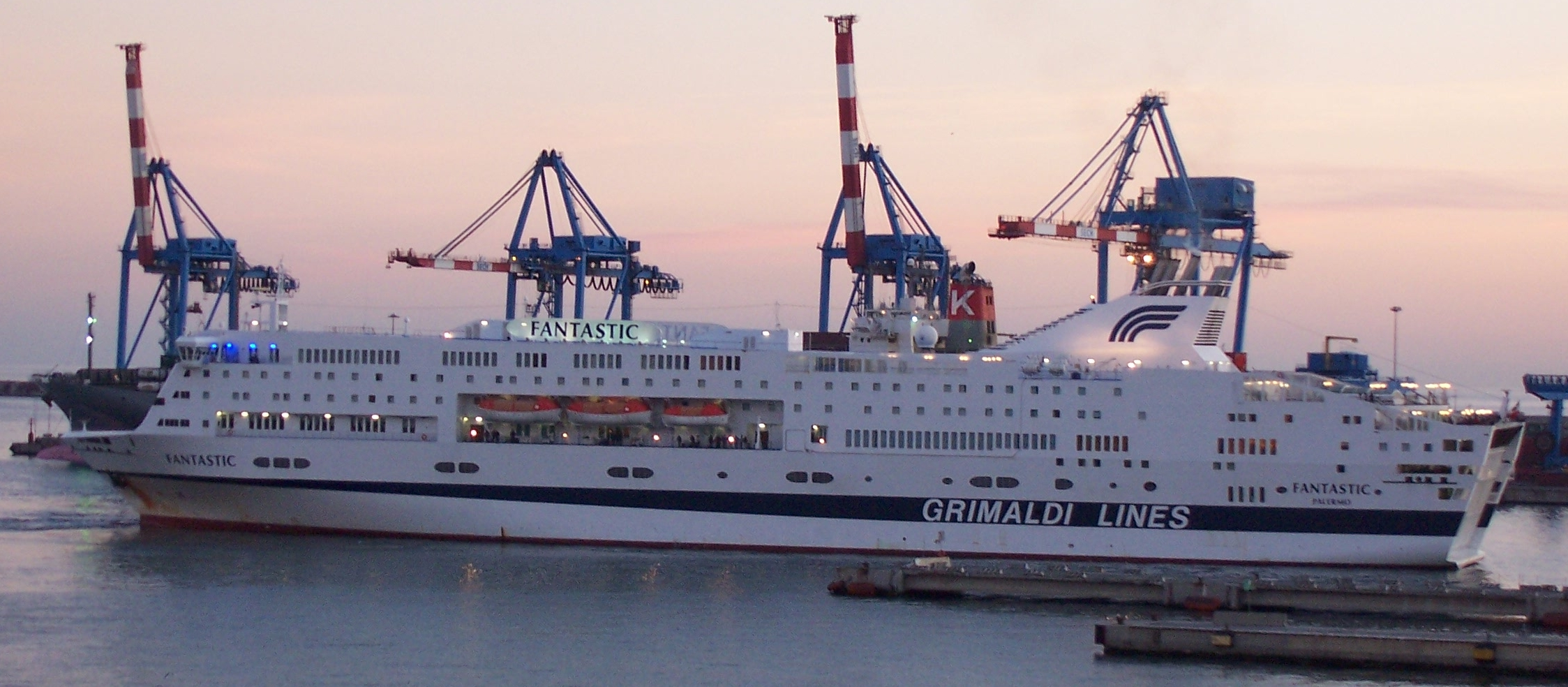
Il Fantastic a Genova nel 2005.

Nel 2012 viene trasferito nei collegamenti tra Genova, Barcellona, Nador e Tangeri Med, dove opera tutt'oggi. Saltuariamente opera anche nei collegamenti tra Civitavecchia, Palermo, Termini Imerese, Olbia, Tunisi e Napoli.
Il 12 gennaio 2018 entra in collisione con la Viking Star durante le manovre a Barcellona.

## Navi gemelle
- Majestic